# レーゴ
レーゴ（Lego、アラビア語: ليغو; ソマリ語: Leego）はソマリアのベイ地域にある町。
レーゴは、ソマリアの首都モガディシュと主要都市バイドアを結ぶ道の途中にあり、交通上の要所である。
2017年からイスラーム武装勢力アル・シャバブの支配下となった。2022年5月1日にソマリア政府はソマリア軍がレーゴを支配したと発表した。

## 概要
ソマリア南西部には主要道路が2つあり、そのうちの一つは首都モガディシュから、アフゴーイ、ワンラ・ウェイン、レーゴ、ブーハカバ、バイドア、ワジド、フドゥール、ティエグローを通る。レーゴはその道沿いにある。
レーゴの主な住民は、ソマリア内戦直後に首都を制圧したモハメッド・ファッラ・アイディードと同じ氏族であり、内戦後しばらくはアイディードおよび後継の軍閥が支配していた。2006年にイスラーム武装勢力イスラム法廷会議が一時的に支配するが、数か月後にエチオピア軍の攻撃で撤退し、アフリカ連合ソマリア平和維持部隊 (AMISOM) が基地を置いていた。2007年から別のイスラーム武装勢力アル・シャバブの攻撃が始まり、2015年にはAMISOM兵50人以上が殺される惨事となり、2017年にAMISOMが撤退してアル・シャバブの支配下となる。以後、ソマリア政府軍などによる攻撃が続いているが、2021年9月時点でもアル・シャバブの支配下にあった。2022年5月1日にソマリア政府はソマリア軍がレーゴを支配したと発表した。

## 住民
2012年の情報では、主な住民はハウィエ氏族で、
- ハバル・ギディル（英語版）支族のアイル (ハウィエ氏族)（英語版）支々族
- ハバル・ギディル（英語版）支族のドゥブレ支々族
- ガルジャール支族

の3支族に分かれる。
ソマリアは氏族社会であり、地域ごとに主な氏族が大体決まっているが、首都モガディシュ付近には多くの氏族が集落を作っており、分布が複雑である。レーゴ周辺にはハウィエ氏族のハバル・ギディル支族が主に住んでいるが、そこより西には主にラハンウェイン氏族が住んでおり、ハウィエ氏族とラハンウェイン氏族の居住地域の境界にあたる。

## 経済
2012年の報告によれば、レーゴには雑貨屋があり、蚊帳、ペットボトル入り飲料水、懐中電灯、シャツ、タバコなどが売られており、米ドル札も使用できる。ただし、店以外ではソマリア・シリングのみ通用する。

## 歴史
1999年に軍閥ラハンウェイン抵抗軍の一員がバイドアから首都モガディシュに向かう途中にレーゴで敵に捕まっており、レーゴの交通上の重要性が窺える。

### ソマリア政府軍によるレーゴ奪還
2006年5月から6月にかけて、イスラーム武装勢力のイスラム法廷会議が勢力を伸ばし、レーゴを含むモガディシュ周辺を支配。2006年12月、エチオピア軍がレーゴに空爆を行っている。その数日後、親政府組織がレーゴを奪還。
2007年1月、イスラーム武装勢力が反攻し、レーゴを占領し、ソマリア暫定連邦政府の首都バイドアを狙っていると報告されている。2月から5月にかけて首都モガディシュから多くの住民がバイドアを目指して逃亡したが、一部の人はレーゴ付近で襲撃を受けている。
2008年6月と7月、モガディシュから食糧を運ぶ国際連合世界食糧計画 (WFP) の護衛付きのトラックがレーゴ付近の検問所で民兵に襲われ、それぞれドライバーが死亡。
2008年7月、レーゴの村長が誘拐され、遺体で見つかった。
2008年10月、首都モガディシュに向かうエチオピア軍がイスラーム武装勢力アル・シャバブに襲われ、1時間戦闘となった。アル・シャバブ側の発表によれば、エチオピア軍に多くの死傷者が出て、アル・シャバブの少年兵1人が死亡。
2012年秋、アル・シャバブがレーゴを占領。11月初めにはソマリア政府軍がレーゴ付近でアル・シャバブの待ち伏せに会い、戦闘で少なくとも10人が死亡。ソマリア政府の発表によれば死者のほとんどはアル・シャバブ側。11月末にソマリア政府軍はレーゴなどを攻撃、再び政府側の支配下となる。
2013年2月、ソマリア政府軍はブールハカバを占領し、バイドアとモガディシュの間の道路を制圧した。レーゴ付近はソマリア政府軍とアフリカ連合ソマリア平和維持部隊 (AMISOM) が守備。

### ブルンジ兵殺害事件
2015年6月26日、レーゴにあるAMISOMの軍事基地に対して夜明けにアル・シャバブによる自動車爆弾の攻撃があった。それから3時間以上戦闘が続いた 。攻撃を仕掛けたアル・シャバブの戦闘員は数百人と見られ、AMISOM基地は当時ブルンジ兵120人が守っていた。50人以上のブルンジ兵が殺害された。アルシャバブ側は戦闘での勝利を主張。アルシャバブはAMISOM軍の装備、車両、武器を奪った。間もなく政府側の軍がレーゴに戻った。
2016年2月、レーゴ付近のAMISOM軍、特にエチオピア軍がアル・シャバブによる地雷攻撃を受けた。
2017年3月、アル・シャバブがレーゴのAMISOM基地に迫撃砲弾を発射。民間人2人が負傷。
2017年5月、ソマリア政府軍がレーゴで大規模の捜索を行い、何名かを逮捕したが調査の結果釈放された。

### アル・シャバブによる支配
2017年8月4日、レーゴを守るウガンダ軍が撤退し、アル・シャバブが支配した。撤退したウガンダ軍は他の村に回された。ソマリアの通信社ガローウェ・オンラインは「翌日、エチオピア軍がレーゴを奪還。ソマリア政府軍とAMISOM軍が支配している」と報じたが、結局レーゴはアル・シャバブの支配下となった。レーゴ地区の政府側知事は8月末に「ソマリア政府軍とAMISOMとでレーゴの奪還を計画している」と述べている。
2018年1月、ソマリア政府軍特殊部隊ダナブ旅団の司令官は、レーゴのアル・シャバブ基地を破壊したと発表。
2018年7月、ブリュッセルでソマリア協議フォーラムが行われ、今後1年間の優先課題としてモガディシュ空港の移転と、レーゴを解放してモガディシュとバイドアの幹線道路の安全を確保することが挙げられた。
2020年2月、ソマリア政府軍特殊部隊ダナブ旅団がレーゴでアル・シャバブの13名を殺害。9月初めにはダナブ旅団がレーゴでアル・シャバブメンバー2名を逮捕、9月末にはアル・シャバブメンバー7人を殺害。
2021年9月の報告によると、アル・シャバブがレーゴを支配しているため政府軍がモガディシュとバイドアを行き来するのは危険であるが、アル・シャバブは通行税徴収のため民間の輸送はむしろ奨励しており、アル・シャバブ支配下の土地の農産物が政府側支配下で売られている。
2022年5月1日、ソマリア政府は政府軍ダナブ旅団がレーゴを支配したと発表した。